# Egypt Station
Egypt Station é o décimo sétimo álbum de estúdio solo do cantor britânico Paul McCartney, lançado em 7 de setembro de 2018. O álbum é o primeiro composto por canções inéditas desde o lançamento de New em 2013.
Egypt Station foi produzido principalmente por Greg Kurstin, com exceção de uma única faixa produzida por Ryan Tedder. O disco será o primeiro de McCartney a ser lançado sob o selo da Capitol Records desde Chaos and Creation in the Backyard em 2005.
Os primeiros singles do álbum, "I Don't Know" e "Come On To Me", foram lançados simultaneamente no dia 20 de junho de 2018. Mais tarde, no dia 15 de agosto, Paul lançou outro single, "Fuh You", seguido de um outro single: "Who Cares"; dois dias depois. Em 1 de julho do ano seguinte, Paul lança o single "Nothing For Free"

## Gravação
Egypt Station foi gravado entre Los Angeles, Londres e Sussex. McCartney começou a trabalhar com o produtor Greg Kurstin algum tempo depois do lançamento do álbum New (2013) e, desde então, eles trabalharam juntos várias vezes até o anúncio de 20 de junho de 2018 do lançamento do Egypt Station.
A canção Back In Brazil foi gravada no KLB Studios em São Paulo.

## Composição
Egypt Station trará 16 canções inéditas, incluindo as intrumentais de abertura e de encerramento do álbum, "Opening Station" e "Station II". Além dos singles "I Don't Know" e "Come On To Me", outras faixas confirmadas no álbum são "Happy With You" (descrita como uma "meditação acústica sobre o contentamento atual"), "People Want Peace" ("hino atemporal que entraria em qualquer álbum de qualquer era de McCartney") e "Despite Repeated Warnings" ("um multi-movimento épico muito próximo").
Eu gostei das palavras "Egypt Station". Me lembra dos álbuns que costumávamos lançar... O Egypt Station começa em uma estação na primeira música e em cada música será como se passasse por uma estação diferente. E isso nos deu uma ideia para basear todas as músicas em torno disso. Eu penso nisso como um local dos sonhos do qual a música emana.
— Paul McCartney, falando sobre a inspiração para o título e temática do novo álbum.

## Divulgação
No dia 10 de junho de 2018, todo o conteúdo do Instagram de Paul McCartney foi deletado. No mesmo dia, toda as redes sociais do cantor começaram a postar fotos enigmáticas de símbolos e McCartney tocando diversos intrumentos, aumentando os rumores de um possível lançamento em breve. O título Egypt Station foi divulgado em 18 de junho de 2018, no mesmo dia do aniversário de 76 anos do cantor. Um dia depois, Paul anunciou oficialmente o lançamento dos primeiros singles do novo álbum, "I Don't Know" e "Come On To Me". As faixas foram lançadas no dia 20 do mesmo mês. Ainda no dia 20 de junho de 2018, o site oficial de Paul McCartney anunciou oficialmente o título e a data de lançamento do Egypt Station, informando também sobre a gravação e o processo criativo do novo disco.
Após anos negociando, McCartney concordou em gravar para o quadro "Carpool Karaoke" do programa The Late Late Show with James Corden na cidade de Liverpool no dia 9 de junho de 2018. Como parte do segmento, Paul realizou uma pequena performance no minúsculo Philharmonic Pub, onde tocou "Come On To Me" pela primeira vez ao vivo. O episódio foi ao ar, em 18 de junho de 2018, pela rede de televisão americana CBS.
Mais tarde, em 3 de julho de 2018, as primeiras datas da Freshen Up Tour foram anunciadas no site oficial de Paul, começando em 17 de setembro do mesmo ano, na cidade de Quebec, e percorrendo outras três cidades do país.

## Repertório
Além das faixas "Opening Station", "I Don't Know", "Come On To Me" e "Happy With You", que já possuem posição na listagem definida, outras canções como "Station II", "Dominoes" e "Back In Brazil" também foram confirmadas no álbum - esta útlima, possui um videoclipe com imagens captadas durante a viagem de Paul a Salvador, para onde ele levou a One On One Tour em 2017.

## Lista de faixas
| N.º            | Título                       | Compositor(es) | Produtor(es)   | Duração |  |
| 1.             | "Opening Station"            | Paul McCartney |                | 0:42    |  |
| 2.             | "I Don't Know"               | Paul McCartney | Greg Kurstin   | 4:27    |  |
| 3.             | "Come On To Me"              | Paul McCartney | Kurstin        | 4:11    |  |
| 4.             | "Happy With You"             | Paul McCartney |                | 3:34    |  |
| 5.             | "Who Cares"                  | Paul McCartney |                | 3:13    |  |
| 6.             | "Fuh You"                    | Paul McCartney |                | 3:24    |  |
| 7.             | "Confidante"                 | Paul McCartney |                | 3:05    |  |
| 8.             | "People Want Peace"          | Paul McCartney |                | 2:59    |  |
| 9.             | "Hand In Hand"               | Paul McCartney |                | 2:35    |  |
| 10.            | "Dominoes"                   | Paul McCartney |                | 5:02    |  |
| 11.            | "Back In Brazil"             | Paul McCartney |                | 3:21    |  |
| 12.            | "Do It Now"                  | Paul McCartney |                | 3:17    |  |
| 13.            | "Caesar Rock"                | Paul McCartney |                | 3:29    |  |
| 14.            | "Despite Repeated Warnings"  | Paul McCartney |                | 6:58    |  |
| 15.            | "Station II"                 | Paul McCartney |                | 0:47    |  |
| 16.            | "Hunt You Down/Naked/C-Link" | Paul McCartney |                | 6:23    |  |
| Duração total: | Duração total:               | Duração total: | Duração total: | 57:30   |  |